# Flow Soma
Flow Soma är ett studioalbum av Thomas Wiehe & Turid, utgivet på Silence Records (SRS 4672) 1982. Albumet gavs ut på LP och har inte utkommit på CD.
På skivan hade Turid återvänt till skivbolaget Silence Records efter ett par LP på Metronome.

## Låtlista
Sida A
1. "Preludium" – 0:34
2. "Sun Song" – 4:37
3. "Union" – 2:43
4. "Where There Is Joy" – 2:47
5. "You" – 3:59
6. "Watermusic" – 2:15

Sida B
1. "By the Ocean" – 5:19
2. "Silence" – 4:29
3. "Flow Soma" – 4:34
4. "He Who Has Seen" – 3:35
5. "Shri Ram" – 1:31

### Fotnoter
1. 1 2  ”Flow Soma”. Progg.se. Arkiverad från originalet den 18 augusti 2010. https://web.archive.org/web/20100818215750/http://www.progg.se/band.asp?ID=31&skiva=38. Läst 26 januari 2013.